# Vincenzo Tamburo
Vincenzo Tamburo (Empoli, 1º ottobre 1985) è un pallavolista italiano.
Gioca nel ruolo di schiacciatore e opposto nella Volley Lupi Santa Croce.

## Carriera
La carriera di Vincenzo Tamburo comincia nel 2002 quando entra a far parte della Folgore Pallavolo San Miniato, in Serie C; la stagione successiva viene ingaggiato dalla Sisley Volley di Treviso, giocando per la squadra che milita nel campionato di Serie B1: l'annata seguente passa poi in prima squadra, facendo il suo esordio in Serie A1.
Nella stagione 2005-06 veste la maglia del Top Team Volley Mantova, in Serie A2, mentre la stagione successiva ritorna nella massima divisione nazionale con il Sempre Volley Padova.
Dopo una stagione con la Fenice Volley Isernia, nell'annata 2008-09 resta sempre nella serie cadetta con il Volley Bassano, al quale resta legato per due stagioni: nel 2009 viene convocato in nazionale per partecipare ai Giochi del Mediterraneo, dove vince la medaglia d'oro.
Nella stagione 2010-11 passa al Volley Lupi Santa Croce, club con il quale si aggiudica la Coppa Italia di Serie A2, venendo premiato anche come MVP, mentre nella stagione 2011-12 viene ingaggiato dalla Sir Safety Perugia, ottenendo la promozione in Serie A1.
Nell'annata 2013-14 si trasferisce all'Argos Volley di Sora, in Serie A2, categoria dove milita anche nella stagione 2014-15, vestendo la maglia della Libertas Brianza per Cantù e in quella 2015-16 con la Materdomini Volley di Castellana Grotte, anche se poco dopo l'inizio del campionato passa alla neopromossa Emma Villas Volley di Siena. Nella stagione 2016-17 viene ingaggiato dalla Volley Lupi Santa Croce.

## Palmarès

### Club
- Coppa Italia di Serie A2: 1

2010-11

### Nazionale (competizioni minori)
- Giochi del Mediterraneo 2009

### Premi individuali
- 2011 - Coppa Italia di Serie A2: MVP